# Boulton Paul Defiant
A Defiant brit elfogó vadászrepülőgép volt a második világháború korai szakaszában, melyet a Brit Királyi Légierő részére fejlesztettek ki. A típust a Boulton Paul Aircaft tervezte és gyártotta mint lövésztornyos vadászrepülőgépet, előre tüzelő fegyverzet nélkül. A brit haditengerészet is érdeklődött a koncepció iránt, ezért a Balckburn Roc típusát rendszeresítették. Maga az elképzelés az első világháborúban bevált Bristol F.2 vadászrepülőgép nyomán született.
A gyakorlatban a Defiant hatékony bombázórombolónak bizonyult, azonban igen sérülékeny volt a Luftwaffe mozgékonyabb, együléses Bf 109 vadászrepülőgépével szemben. Az előre tüzelő fegyverzet hiánya mutatkozott a legnagyobb hátrányának a nappali harcok során és képességeit jóformán csak az éjszakai bevetések idején tudták hasznosítani. Ezen feladatkörben azonban a Bristol Beaufightere és a de Havilland Mosquito-ja hamarosan felváltotta. Ezt követően a típust lövészeti kiképzésekre alkalmazták, célvontatásra, elektronikai harcászatra és tengeri mentésre. A RAF pilótái csak Daffy-nek becézték.
A briteken kívül üzemeltette még Ausztrália, Brit India, Kanada, Lengyelország és az USA is.

## Fordítás
- Ez a szócikk részben vagy egészben  a   Boulton Paul Defiant című angol Wikipédia-szócikk ezen változatának fordításán alapul.  Az eredeti cikk szerkesztőit annak laptörténete sorolja fel. Ez a jelzés csupán a megfogalmazás eredetét és a szerzői jogokat jelzi, nem szolgál a cikkben szereplő információk forrásmegjelöléseként.